# Glasblodbi
Glasblodbi (Sphecodes hyalinatus) är en  boparasitisk biart som beskrevs av Hagens 1882. Den ingår i släktet blodbin och familjen vägbin. Inga underarter finns listade i Catalogue of Life.

## Beskrivning
Som de flesta blodbin har arten mörkt huvud och mellankropp, samt en bakkropp som är röd på den främre delen. Hos honan är de tre första tergiterna (1–3) röda, resten svarta; hanen har en liknande färgteckning, men han kan ha mörka fält upptill på tergit 1 och svarta kanter på tergit 3. Hanen har dessutom delvis rödaktiga bakskenben. Mellankroppens undersida är vithårig hos honorna, medan hanen, likt de flesta blodbihanar, har tät, vit behåring i ansiktet. Kroppslängden är mellan 5 och 6 mm.

## Ekologi
Habitaten följer i regel värdarterna, som skogsområden, vägrenar och grustäkter, som värdarterna gärna bygger sina bon i. I kyligare biotoper kan arten även besöka soliga områden som gräsmarker, buskageregioner, halvöknar och klippiga stäpper. Arten temderar att föredra sura och neutrala jordar. Honorna flyger mellan maj och augusti, hanarna mellan juli och augusti. Arten är polylektisk, den flyger till blommande växter från många olika familjer, som korgblommiga växter (åkertistel, röllika och gråfibbla), flockblommiga växter (kirskål och strätta) samt ljungväxter (ljung).

### Fortplantning
Likt alla blodbin är honan boparasit; hon bygger inga egna bon, utan lägger sina ägg i bon av smalbina svartsmalbi och brunsmalbi. I samband med äggläggningen dödar honan värdägget eller -larven, så hennes avkomma ostört kan leva på det insamlade matförrådet.

## Utbredning
Arten förekommer i stora delar av mellersta och norra Europa norrut till norra Finland och Sverige, men den är sällsynt i södra Europa. Ungefärlig sydgräns är Pyrenéerna, Sicilien och södra Bulgarien – norra Grekland.
I Sverige är den mindre vanlig i större delen av landet utom fjällvärlden, där den helt saknas, men den betraktas som sällsynt i Skåne, på Gotland och i norra delarna av Norrland.
I Finland har den främst observerats i södra halvan av landet (på Åland dock nästan uteslutande före 1950-talet). I de nordligaste landskapen, Norra Österbotten och Lappland, har den fram till 2025 bara observerats ett drygt halvdussin gånger.

## Status
Globalt rödlistar Internationella naturvårdsunionen (IUCN) glasblodbiet som nära hotat (NT). Främsta skälen är framför allt habitatförlust, speciellt solrika områden i bergsskogar. Miljöfaktorer som surt regn och utsläpp är andra orsaker.
Arten är emellertid klassificerad som livskraftig (LC) både i Sverige och i Finland.